# Petitgrain

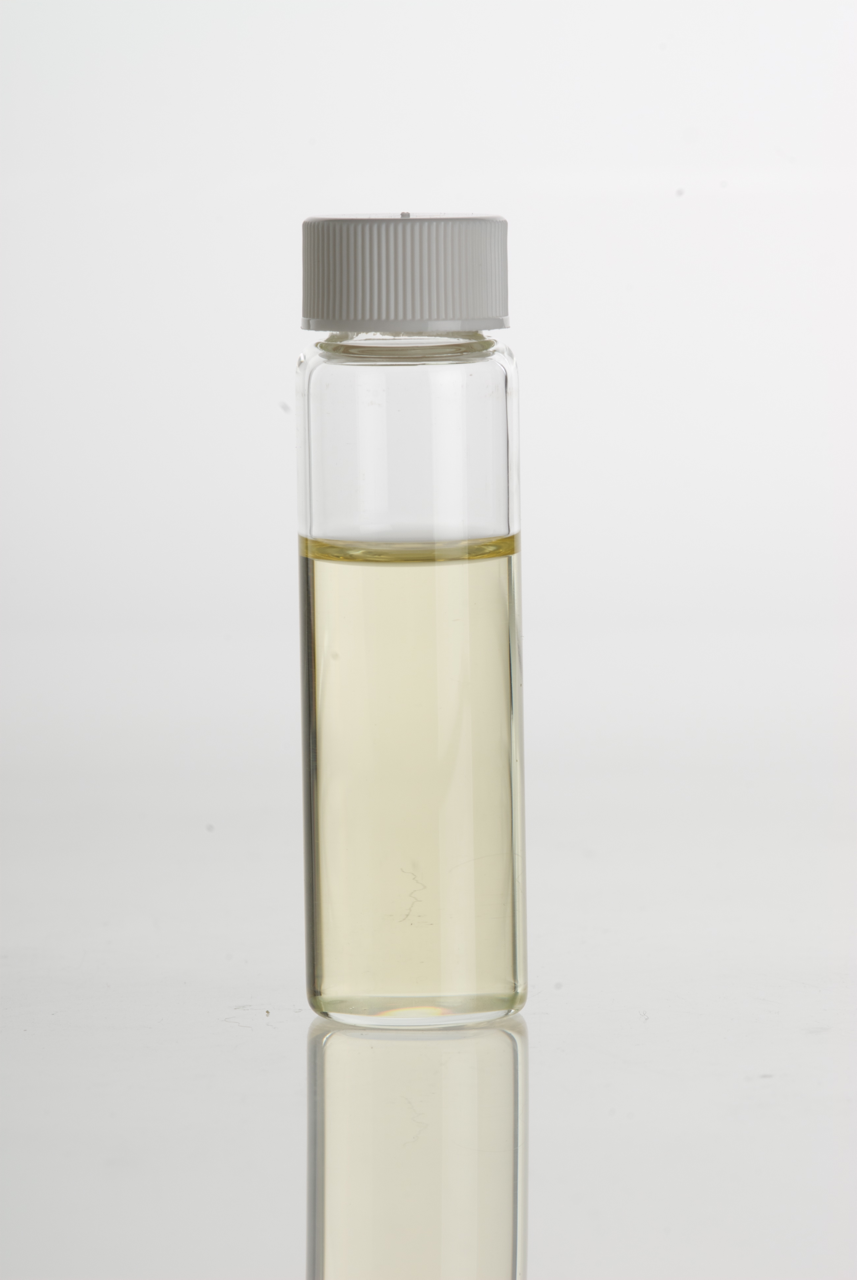
Petitgrain (Citrus aurantium ssp. amara)

Petitgrain ist die Bezeichnung eines farblosen bis gelblichen ätherischen Öls, das aus den Blättern, Zweigen und  unreifen grünen Früchten der Bitterorange gewonnen wird. Es wird zur Parfümherstellung als Herznote verwendet und wird per Dampfextraktion gewonnen.
Die chemischen Grundstoffe, aus denen Petitgrain besteht, sind Geraniol, Linalool, Nerol, Terpineol, Geranylacetat, Linalylacetat, Myrcen, Nerylacetat und trans-Ocimen.